# Galaxhop

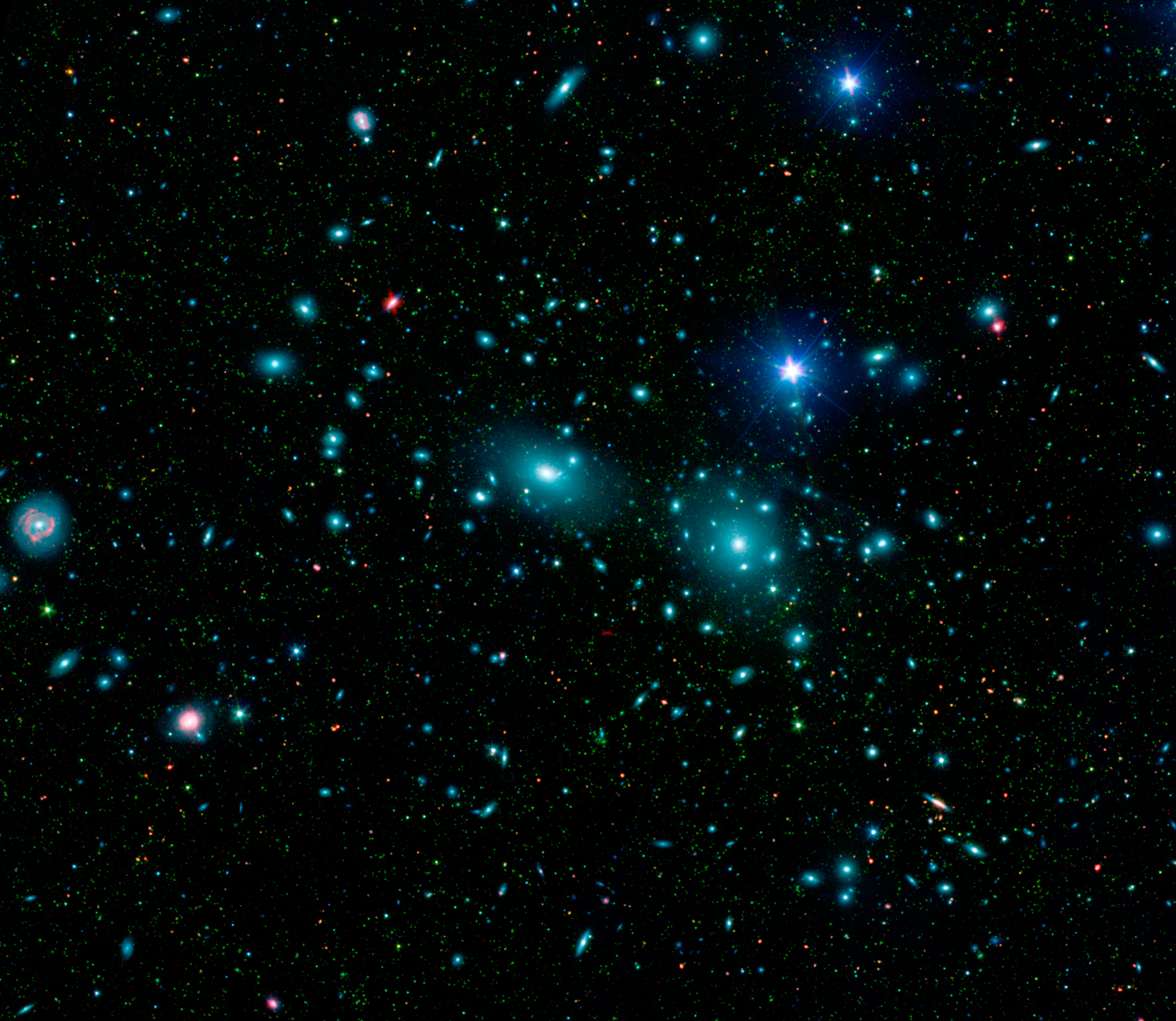
En Sloan Digital Sky Survey/Spitzerteleskop-bild av Comahopen i ultraviolett och synligt ljus.

En galaxhop eller galaxgrupp är en sammanhörande grupp av galaxer sammanhållna av gravitationen. Galaxerna ligger inte jämnt utspridda i universum, utan har en tendens att klumpa ihop sig och bilda grupper med ett varierande antal medlemmar - från bara ett fåtal upp till många tusen galaxer. På engelska skiljer man ibland på små hopar (groups) och de större (clusters), och på svenska talar man om rika galaxhopar för den större sorten.
De stora galaxhoparna domineras av elliptiska galaxer, och ofta finns några jättelika cD-galaxer i centrum av hopen. 
Galaxhoparna innehåller inte bara galaxer, utan mellan dem finns mängder av gas vars massa överstiger massan av de ingående galaxerena. Gasen är ofta mycket het (10–100 miljoner °C) och en källa för röntgenstrålning. Man tror att sådan gas kan ha ryckts med i samband med kollisioner mellan galaxer i hopen, och därvid upphettats och spridits ut mellan dem.
Observationer av hur galaxerna rör sig i förhållande till varandra tyder också på att en stor del av galaxhoparnas massa utgörs av mörk materia som inte kan observeras på annat sätt än genom den inverkan via gravitationen den har på de ingående galaxerna.
Galaxhopar kan ibland fungera som gravitationslinser och förvränga ljuset från bakomliggande och ännu avlägsnare och galaxhopar.
Några exempel på galaxhopar:
- Lokala galaxhopen – den relativt blygsamma hop där Vintergatan ingår.
- Maffei 1-hopen – den hop som ligger närmast Lokala galaxhopen.
- Virgohopen – den därnäst närmaste större galaxhopen, på ca 65 miljoner ljusårs avstånd.
- Fornaxhopen – cirka 50–80 miljoner ljusår bort.
- Centaurushopen – cirka 150 miljoner ljusår.
- Perseushopen – cirka 250 miljoner ljusår.
- Comahopen (Berenikes hår) – cirka 300 miljoner ljusår. En rik galaxhop med flera tusen galaxer.
- Herkuleshopen – cirka 500 miljoner ljusår.

### Fotnoter
1. ↑  ”galaxhop”. Nationalencyklopedin. http://www.ne.se/uppslagsverk/encyklopedi/l%C3%A5ng/galaxhop. Läst 12 mars 2016.